# الون، اویز
الون، اویز (به فرانسوی: Allonne, Oise) یک کامین در فرانسه است که در Canton of Beauvais-Sud-Ouest واقع شده‌است.

## خصوصیات
الون ۱۵٫۴۵ کیلومترمربع مساحت و ۱٬۵۵۴ نفر جمعیت دارد و ۵۸ متر بالاتر از سطح دریا واقع شده‌است.